# Panzeria campestris
Panzeria campestris là một loài ruồi trong họ Tachinidae.